# Lilium maculatum
Lilium maculatum är en liljeväxtart som beskrevs av Carl Peter Thunberg. Lilium maculatum ingår i släktet liljor, och familjen liljeväxter.

## Underarter
Arten delas in i följande underarter:
- L. m. bukosanense
- L. m. maculatum

## Bildgalleri

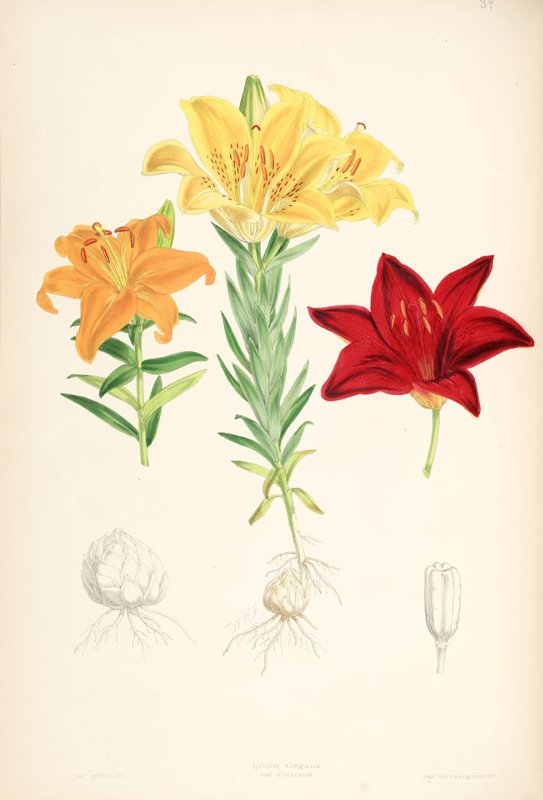
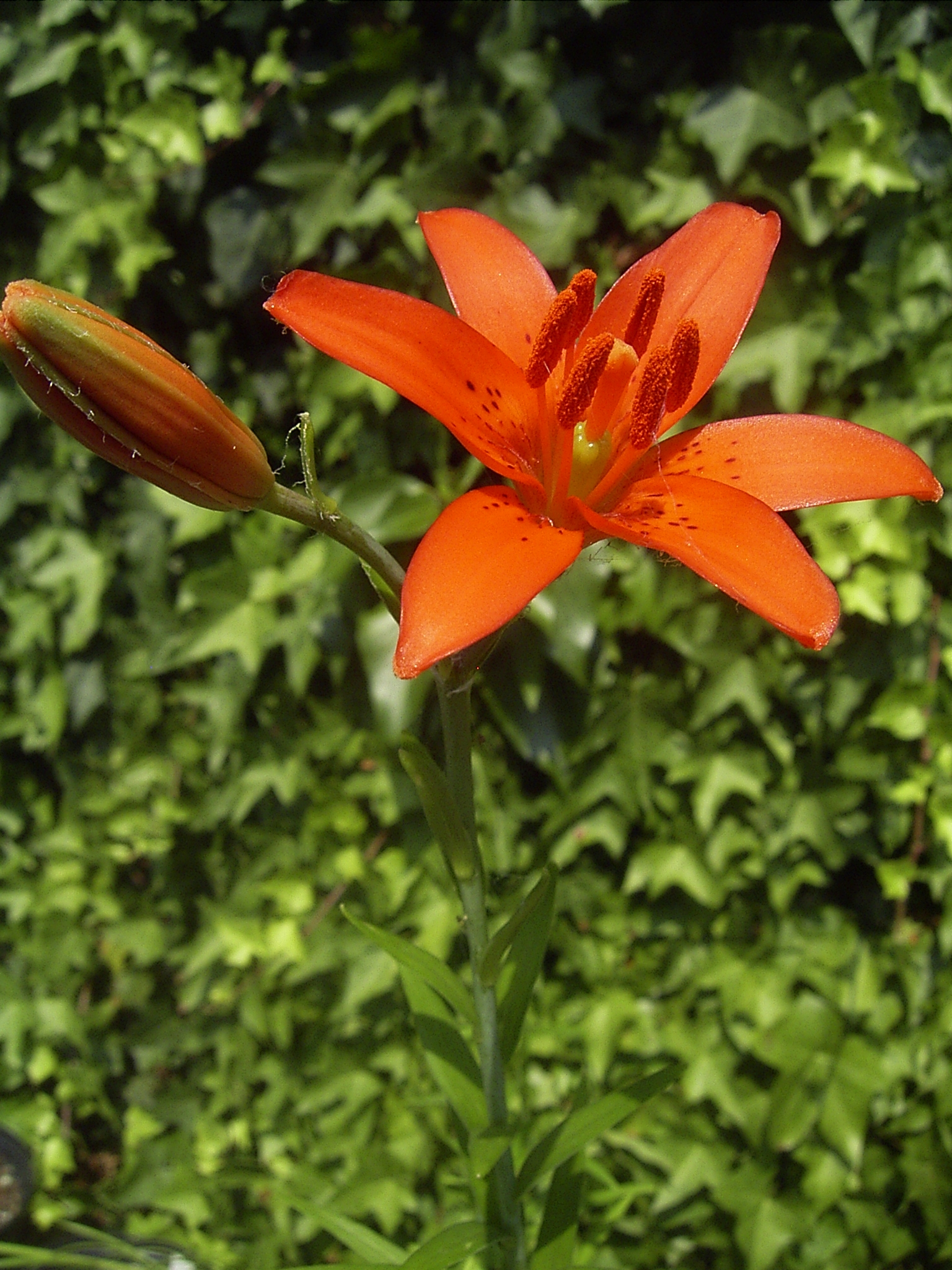
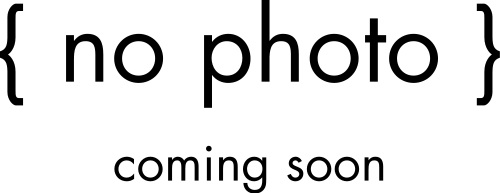